# Družec
Družec är en ort i Tjeckien.   Den ligger i regionen Mellersta Böhmen, i den centrala delen av landet, 27 km väster om huvudstaden Prag. Družec ligger 380 meter över havet och antalet invånare är 856.
Terrängen runt Družec är platt. Runt Družec är det ganska tätbefolkat, med 62 invånare per kvadratkilometer. Närmaste större samhälle är Kladno, 6,4 km nordost om Družec. Trakten runt Družec består till största delen av jordbruksmark.